# Mesosemia melpia
Mesosemia melpia är en fjärilsart som beskrevs av William Chapman Hewitson 1859. Mesosemia melpia ingår i släktet Mesosemia och familjen Riodinidae. Inga underarter finns listade i Catalogue of Life.

## Bildgalleri

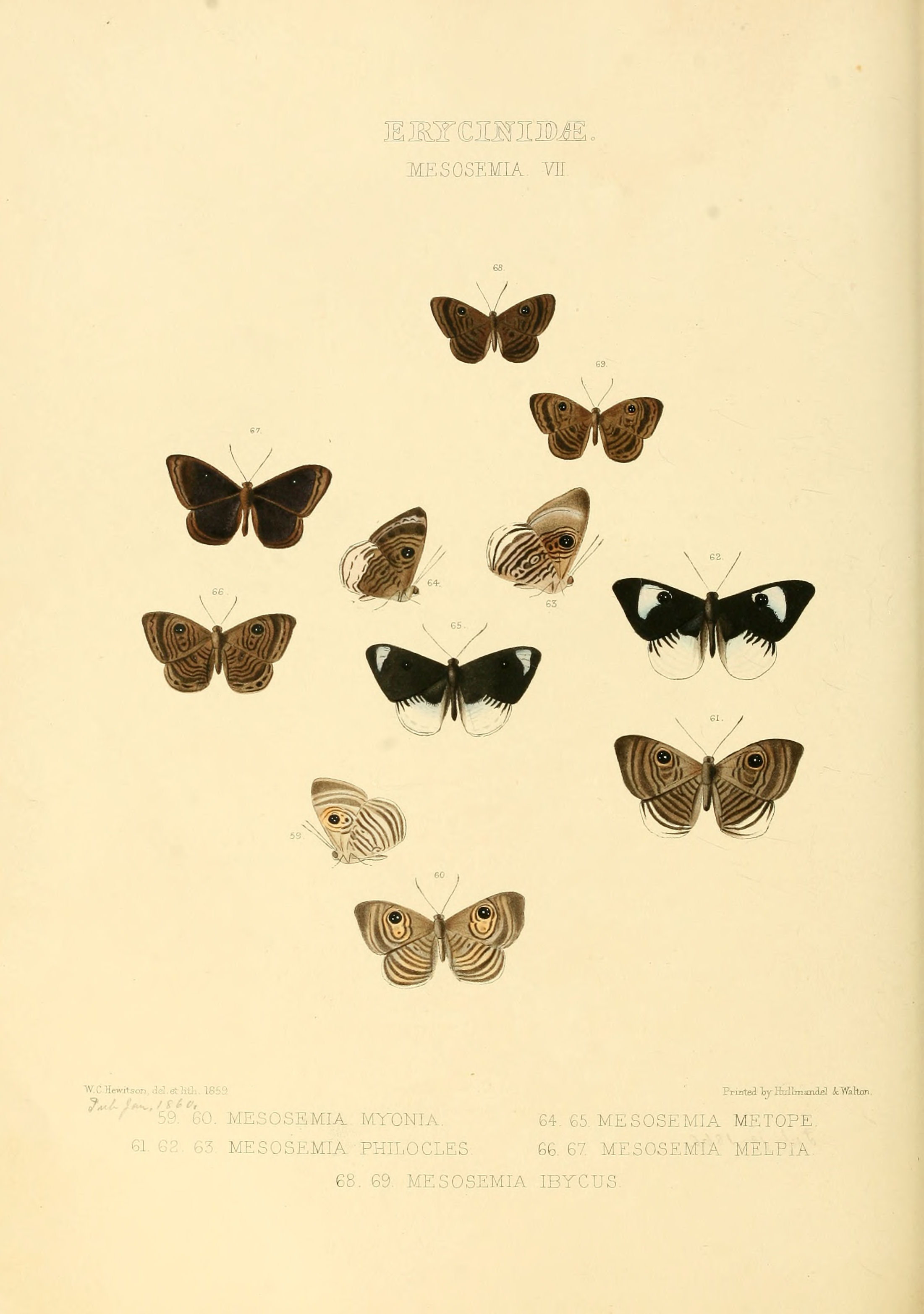